# 宮沢胤勇
宮沢 胤勇（みやざわ たねお、1887年〈明治20年〉12月15日 - 1966年〈昭和41年〉6月2日）は、日本の政治家、実業家。

## 来歴・人物
長野県諏訪郡川岸村駒沢（現・岡谷市）に台湾総督府官吏・宮沢長吉の長男として生まれる。幼少期は母と駒沢の生家で生活し、1900年（明治33年）に台湾に移った。
日本中学校（現・日本学園中学校・高等学校）を経て早稲田大学に進み雄弁会に所属した。同大卒業後、実業界を経て政界入りした。衆議院議員選挙に通算6回当選した。

戦前は立憲民政党に所属、戦後は旧民政党出身の大麻唯男・野田武夫・小泉純也・浜野清吾・真鍋儀十・山本粂吉らと行動をともにし、改進党、日本民主党、自由民主党に所属した。大麻の死後は大麻派に所属していた野田・小泉・浜野・真鍋・山本らとともに岸派に所属し、岸派の分裂後は河野派に参加した野田や藤山派に参加した小泉と別れて浜野とともに川島派に所属した（なお真鍋・山本は岸派の分裂前に政界から引退した）。

富里（後に成田市三里塚に計画変更）での空港建設内定を報じる、1965年11月18日付の毎日新聞夕刊。宮沢が空港公団総裁に内定とある

岸の計らいにより、新東京国際空港（現・成田国際空港）建設に際して新東京国際空港公団総裁への就任が内定していたが、当初建設地とされていた富里・八街での大規模な反対運動により遅延していた公団設立を目前に控えて急死。急遽、戦前に朝鮮食糧団の幹部を務め岸と知り合っていた、成田努が就任することとなった。運輸大臣を経験したベテラン政治家である宮沢が空港公団総裁に就任していれば、その後の成田空港問題の展開も違ったものになっていたといわれる（成田は翌年に自らのスキャンダルで辞任し、その後の空港公団総裁職は事務次官経験者ら官僚のポストとなる）。

## 略歴
- 1911年：早稲田大学政治経済科卒業。
- 1914年：実業家を志し明治製革（現・メルクス）に入社[1]。
- 1930年：第17回衆議院議員総選挙に旧長野3区から立憲民政党公認で出馬し初当選。
- 1935年：明治製革取締役に就任。
- 1937年：スタンダード靴会社を設立。
- 1941年：予算討議で失言。
- 1942年：第21回衆議院議員総選挙（いわゆる翼賛選挙）に非推薦で出馬するが落選。
- 1944年：明治製革社長に就任[1]、小磯内閣参与。
- 1946年：公職追放。
- 1950年：追放解除、国民民主党に入党。
- 1951年：旧民政党系の政治家が結成した民政旧友会が分裂して生まれた新政クラブの結成に伴い、国民民主党を離党して参加。
- 1952年：改進党公認で総選挙に立候補し当選、政界に返り咲く。
- 1956年：石橋内閣に運輸大臣として入閣。
- 1957年：石橋内閣の閣僚を引き継ぐ形で第1次岸内閣が発足したので、引き続き運輸大臣を務める。
- 1961年：明治製革社長を辞任、会長に退く。
- 1963年：第30回衆議院議員総選挙に落選。
- 1966年6月2日：新東京国際空港公団の総裁に内定していたが、就任を目前にして78歳で死去[1]。